# (8994) Kashkashian
(8994) Kashkashian est un astéroïde de la ceinture principale.

## Description
(8994) Kashkashian est un astéroïde de la ceinture principale. Il fut découvert le 6 novembre 1980 à la station Anderson Mesa par Brian A. Skiff. Il présente une orbite caractérisée par un demi-grand axe de 2,78 UA, une excentricité de 0,23 et une inclinaison de 8,2° par rapport à l'écliptique.
L'astéroïde est nommé en l'honneur de l'altiste Kim Kashkashian.

## Compléments